# Жене у арапском свету
Жене у арапском свету играле су различите и променљиве улоге, у зависности од временског периода, регионалног подручја, њиховог друштвеног статуса. Разлике у историји, традицији, друштвеној структури и религији у различитим арапским земљама такође су се у великој мери одразиле на улогу жена у њима. Преферирана дефиниција арапског света односи се на 22 земље чланице Лиге арапских држава, али то укључује и земље које се разликују по економском развоју, демографији, политичкој стабилности, историји сукоба или рата.
Историјски гледано, жене у арапском свету су играле важне улоге у својим друштвима, укључујући и улогу мајки, едукатора и лидера заједнице. Улога ислама у обликовању улоге жена је предмет дебате. Док традиционални дискурс исламска друштва види као патријархална и репресивна према женама, све више литературе данас предлаже другачију перспективу. Истичући побољшања у положају жена у арапским друштвима пре и после ислама и посматрајући ране реформе ислама према женама, ова школа мишљења приписује низак ниво учешћа арапских жена у друштву низу других фактора. Такође, расправа о утицају ислама на родне односе мора узети у обзир разноликост принципа и правила у зависности од различитих мезхеба унутар исламске јуриспруденције.
Од 19. века, а посебно под утицајем процеса колонизације и деколонизације у Северној Африци, арапске ренесансе у Египту, Либану и Сирији, и краја Османског царства, друштвене и економске промене у арапском свету су се знатно убрзале и разноврсиле.
У земљама Магреба, под утицајем сунитске маликитске традиције, недавно су преузете политичке и законодавне обавезе за јачање оснаживања жена. Устав Туниса из 2014. године је посебно повољан за жене и све земље обезбеђују формално једнак приступ тржишту рада. Међутим, извештаји о родним разликама показују ограничен напредак у политичком и економском учешћу жена. Штавише, иако су јавна права барем формално загарантована, односи између мушкараца и жена у приватној сфери остају посебно неповољни према женама. И даље постоје изазови у вези са сексуалним насиљем и праксама сакаћења женских гениталија. Земље Машрека данас имају најниже стопе учешћа жена у свету. Међутим, стопе писмености су се брзо побољшале у целом региону, а правне реформе су унапредиле права жена у случајевима развода, старатељства над децом и финансијске независности, посебно у земљама Залива.
Генерално, све је више признато важност оснаживања жена за друштвени и економски развој, што је такође истакнуто у Извештајима УН о развоју арапских земаља. Изазови и разлике и даље постоје. У неким конзервативним областима, традиционалне норме и обичаји и даље ограничавају аутономију и могућности жена. Родно заснована дискриминација и насиље остају проблеми којима се треба позабавити. Политичка заступљеност жена варира у региону, при чему неке земље имају већи број жена на позицијама доношења одлука него друге. Напори за промоцију родне равноправности и оснаживања жена су у току, а разне организације и активисткиње у региону раде на решавању ових изазова и доношењу позитивних промена за жене у арапском свету.

## Историја жена у арапском свету

### Жене у преисламској Арабији пре 610. године нове ере
Статус жена у предисламској Арабији био је предмет многих научних дебата. Према обичајном племенском праву које је постојало у Арабији по појави ислама, жене по правилу нису имале практично никакав правни статус. Могле су бити продате за брак, нису имале право на имовину или наследство и суочавале су се са једностраним разводом од стране својих мужева. Праксе попут чедоморства женске деце, неограничене полигиније и патрилинеарног брака додатно су одражавале рањив положај жена у Арабији.
Међутим, нису сва преисламска друштва била угњетавачка према женама. Историчар Хатун ал-Фаси долази до закључка да су у древном Набатејском царству жене имале значајну правну аутономију. Било им је дозвољено да поседују имовину и да самостално обављају послове. Она наводи да је велики део ове аутономије нестао у доба античке Грчке и Римског царства, чак и пре ислама.
Валентин М. Могадам анализира положај жена из марксистичког теоријског оквира и тврди да на положај жена највише утиче степен урбанизације, индустријализације, пролетаризације и политичких трикова државних управника, а не култура или суштинска својства ислама. Могадам је додао да ислам није ни више ни мање патријархалан од других светских религија, посебно хришћанства и јудаизма.
У предисламској Арабији, статус жена се значајно разликовао у складу са законима и културним нормама племена којима су припадале. На пример, у просперитетном јужном региону Арабијског полуострва, верски едикти хришћанства и јудаизма имали су утицај међу Сабијанцима и Химјаритима. На другим местима, као што је град Мека, где је рођен пророк ислама, Мухамед, племенски скуп права је био на снази. То је важило и за бедуине (становнике пустиње), а овај кодекс се разликовао од племена до племена. Стога није постојала јединствена дефиниција улога и права које су жене имале пре појаве ислама.
Током калифата Омара ибн ел Хатаба 634-644. године нове ере, жене нису биле само активне учеснице у јавном животу. Биле су им поверене институционалне одговорности. Један пример је Шифа бинт Абдулах, писмена и поштована жена. Постављена је за „мухтасибу“ (тржишну инспекторку), што јој је дало овлашћење да надгледа трговачке праксе и јавни морал на ужурбаним пијацама Медине. Ову улогу су обично држали мушкарци. Неки извори такође помињу да је Омар основао канцеларију за жалбе жена, што је одражавало практично признање женских гласова у управљању. Ове акције показују да је рана исламска управа признавала женску аутономију.
У неким племенима, жене су биле еманциповане чак и у поређењу са многим данашњим стандардима. Било је случајева где су жене заузимале високе положаје моћи и ауторитета. Краљица од Сабе, или Биклис, владала је Сабејским краљевством у Јемену. Натписи из региона потврђују да су жене могле бити монарси. Такође, краљица Зенобија из Палмире, у трећем веку нове ере, предводила је побуну против Рима и кратко владала великим делом Источног царства. Иако се о њеном арапском идентитету расправља, римски извори је повезују са арапским пореклом.

### Статус жена пре и после успона ислама (610-632. године нове ере)
Према Оксфордском речнику ислама, ислам је увео реформе које су „забраниле чедоморство женске деце и признале женама пуни правни статус”. Брак, који се раније сматрао статусним или власничким аранжманом, постао је уговорни споразум који захтева слободан и информисан пристанак жене. Мираз (махр), раније виђен као цена за невесту плаћена оцу, редефинисан је као поклон дат самој невести, постајући део њене личне имовине.
Поред тога, исламски закони о наслеђивању доделили су женама дефинисани део наслеђа, што је била револуционарна промена у друштву које их је углавном искључивало из таквих права. Како примећује научница Анмари Шимел, „У поређењу са преисламским положајем жена, исламско законодавство је значило огроман напредак: жена има право, барем према слову закона, да управља богатством које је донела у породицу или које је зарадила сопственим радом“.
Вилијам Монтгомери Ват истиче значај ових промена, наводећи да су „У време када је ислам настао, услови живота жена били ужасни, нису имале право да поседују имовину и требало је да буду власништво свог мужа.“ Кроз Мухамедове реформе, које су укључивале право на власништво над имовином, образовање, развод и наслеђивање, жене су добиле основну законску заштиту.
Елизабет Фернеа и Ивон Хадад су слично приметиле да је Мухамед женама дао привилегије у породичном животу, браку, образовању и економском учешћу, постављајући темеље за будући напредак у области женских права у исламском свету.
У модерном добу, образовање остаје кључни покретач напретка за арапске жене. Иако су дисциплине попут наставе и медицине одавно промовисане, жене у многим арапским земљама сада улазе у области попут инжењерства и науке. У земљама Персијског залива, све већи број жена стиче високо образовање у иностранству путем стипендија које финансира влада, што одражава ширу подршку напредовању жена.

### Жене у арапском свету у раним халифатима (632-750. године нове ере)
Са успоном ислама у седмом веку, положај жена се знатно побољшао. Куран потврђује духовну једнакост мушкараца и жена рекавши: „Нећу дозволити да се изгуби дело било кога од вас, било мушкарца или жене. Ви потичете једни од других“ (Куран 3:195). Ислам је забранио праксе попут чедоморства женске деце и нагласио достојанство и моралну одговорност жена и прогласио их морално једнаким у Божјем погледу, што је њихов статус у друштву учинило важнијим. Ислам је женама пружио права која мушкарци морају да испуне, као што су мираз, наследство и финансијско издржавање у случају развода, и осудио је праксу чедоморства и злостављања женске деце.
Живот самог пророка Мухамеда одражавао је посвећеност правима жена. Његова прва жена Хатиџа бинт Хувејлид била је успешна пословна жена која је подржавала Мухамеда емоционално, али још важније финансијски. Његова жена је такође била прва која је прешла на ислам. Мухамед је похвално говорио о женама, наглашавајући љубазност и праведност у браку и истичући узвишени статус мајки и кћери. Сам пророк Мухамед је рекао да су најбољи људи они који су најбољи према својим женама. Такође је изјавио да је онима који су имали три ћерке и издржавали их и показивали им милост загарантован Рај (Ал-Албани), и да је његов једини облик порекла био преко његове ћерке Фатиме. Ово показује нагласак на важности ћерки.
У раним арапским халифатима, радна снага је била разнолика, са појединцима различитог етничког и верског порекла који су учествовали у различитим секторима. Жене су биле запослене у широком спектру комерцијалних активности и разноврсним занимањима. Жене су се бавиле бројним занимањима, од трговине и занатства до управљања пољопривредом. Историјски докази показују да су жене водиле послове, радиле као тржишни инспектори, па чак и путовале као трговци на велике удаљености.
Куран је ојачао економски положај жена тако што им је дао право да поседују имовину, самостално управљају богатством и наслеђују имовину. Али локални обичаји су ослабили тај став у њиховом инсистирању да жене морају да раде у приватном сектору света. Као што Фатима Мерниси примећује у делу Вео и мушка елита, док је исламски закон првобитно женама пружао значајну економску аутономију, друштвени притисци су све више гурали жене ка приватним, кућним сферама.
Др Нађа Јусуф, египатски социолог која је недавно предавала у Сједињеним Америчким Државама, изјавила је у чланку о учешћу жена у радној снази из земаља Блиског истока и Латинске Америке да „Блиски исток систематски извештава о најнижим стопама активности жена икада забележеним“ у области рада. Међутим, ови подаци често игноришу неформалне и пољопривредне послове које традиционално обављају жене. Тиме се потцењује њихова стварна економска улога. Стога, историјски и савремени записи указују на то да је женски рад био активан, али углавном невидљив у званичним наративима.
Јавни живот није био затворен ни за жене. У 12. веку, најпознатији исламски филозоф и кадија Ибн Рушд заступао је став да су жене интелектуално и физички једнаке мушкарцима. На Западу је био познат као Авероес. Критиковао је друштвене системе који су маргинализовали женске таленте и наводио историјске примере жена ратница међу Арапима, Грцима и Африканцима.
Примери из ране исламске историје додатно потврђују учешће жена у јавним пословима. Жене попут Нусајбе бинт Каб Ал Мазиније бориле су се током муслиманских освајања као војници или генерали. Аиша бинт Аби Бекр је играла значајну политичку улогу током прве Фитне (грађанског рата), а друге попут Хавле бинт ел Азвар и Вафејре су активно учествовале у војним кампањама.

### Жене у аранском свету од раног модерног до претколонијалног периода (1500-1900)
У професионалним областима су се такође појавиле жене пионири. Сабат Исламбули (1867-1941) била је једна од првих сиријских лекарки. Била је курдска Јеврејка из Сирије. Ово показује да су чак и под рестриктивним условима жене проналазиле начине да се потврде у традиционално мушки доминираним сферама.
Историјска искуства жена у Арабији откривају сложене слојеве верских, друштвених и политичких изазова који су се развијали током времена. Бројни изазови са којима се арапске жене суочавају су ограничен приступ образовању што касније утиче на њихове могућности запослења, насиље, присилни бракови, недовољне могућности за учешће у јавном животу своје земље и на крају, право на наслеђивање.

### Жене у арапском свету у трансформацијама 20. века (1900-2000. године)
Историјске и друштвене разлике међу арапским земљама довеле су до различитих друштвених догађаја у 20. веку, што је довело до постојања значајних разлика у савременим нивоима економског и политичког благостања које се одражавају на статус жена. Све у свему, и упркос значајном напретку који су предузеле арапске земље, разлика између полова у погледу политичког и економског учешћа жена и њиховог приступа образовању остаје велика. Познато је да Извештаји о људском развоју у арапским земљама оснаживање жена наводе као један од главних дефицита у арапском свету.
Иако је учешће жена у радној снази доживело извесни пораст од 1990-их, стопе незапослености међу женама су остале високе, углавном због врста доступних послова и сталне друштвене дискриминације. Арапске жене су жртве родних односа који користе мушкарцима и боре се са проблемима и изазовима које је оставила колонијална владавина. У овом контексту, неке арапске жене, позиционирајући се као исламске феминисткиње, развијају критичке реторичке стратегије за анализу и решавање своје ситуације, проглашавајући двоструку посвећеност својој верској заједници и себи као снажним и активним женама 
Насиље над женама у арапском свету је још један проблем у арапском свету. Ово насиље се манифестује и у породици и у институцијама, јер жене често пате не само у својим породицама, већ и у рукама државе. Један кључни фактор иза овог системског злостављања је појам та'аха (послушности), верског и културног концепта који, упркос тврдњи да су једнаки пред Богом, намеће неједнаке улоге и дужности мушкарцима и женама. У пракси, та'ах се користио за оправдање мушке доминације, па чак и физичког злостављања, при чему су жене охрабриване да остану послушне како би одржале породичну кохезију.
Кроз историју, жене у арапским земљама су увек имале потешкоћа у остваривању својих права. Неке земље, попут Саудијске Арабије, успеле су да постигну значајан напредак у промоцији женских права, као што је право гласа или кандидовања на општинским изборима. Међутим, у Тунису је основана конзервативна исламистичка странка, што је погодило арапске жене, јер оне ову промену виде као препреку свом даљем напредовању.
У земљама Блиског истока, патријархалне норме дубоко укорењене у друштвима често указују на родне улоге, ограничавајући аутономију жена и њихово учешће у јавном животу. У Јордану, културна и верска уверења значајно утичу на одлуке жена да се укључе у истраживачке активности. Студија је открила да 69,1% студенткиња универзитета сматра да немају потпуну аутономију у одлучивању о учешћу у истраживачким студијама, посебно онима које захтевају интеракције ван куће или са мушким истраживачима, а адекватна подршка за бригу о деци доприноси ниском учешћу жена у радној снази.
Ову сличност видимо у Сирији. Упркос повећаном учешћу жена у радној снази због рата, секташко насиље и традиционални друштвени елементи изазвали су забринутост око будућности женских права. Активисткиње попут Ханин Ахмад и адвоката Диме Мусе настављају да се залажу за родну равноправност, али јавна дискриминација жена је и даље распрострањена.
У Ираку, жене се сусрећу са законским ограничењима кодификованим у законима о личном статусу и патријархалним друштвеним поретком који ограничава њихова права. Ирачке жене се суочавају са значајним изазовима, укључујући ограничену политичку заступљеност и претње насиљем, што поткопава њихове напоре да се у потпуности укључе у обнову цивилног друштва након сукоба.
У Либану, политичка нестабилност и секташке поделе додатно компликују права жена и њихово учешће у јавности. Правни оквири, као што је закон о личном статусу, разликују се у зависности од верске припадности и често дискриминишу жене у питањима брака, развода и наслеђивања. То утиче на њихову способност да се у потпуности укључе у јавну и политичку сферу.
Египат је био прва арапска земља у којој се појавио арапски феминизам: након стицања независности, египатске жене су покренуле друштвени покрет у оквиру Египатске феминистичке уније и почеле су да организују панарапске феминистичке састанке у Каиру.
Међутим, у Египту, и исламистички и секуларни покрети и странке и даље сматрају религију главном референтном тачком за женска права. Разликују се само у тумачењу и примени текстова. Од Садатовог доба, постојали су сукоби између више актера око тога ко има овлашћење да заступа проблеме египатских жена и како их најбоље решити.
Једно од централних питања на које се египатске активисткиње за права жена фокусирају је Закон о личном статусу заснован на шеријату, који регулише брак, развод, веридбу и старатељство. Године 1979, реформа Закона укључивала је револуционарне промене, као што је давање женама права на судски развод због другог брака њихових мужева. Још једна реформа догодила се 2000. године под режимом Хоснија Мубарака, којом су женама дата већа права, као што је могућност једностраног развода од мужева (познато као Кул). Као и реформе седамдесетих година, и ове реформе су се суочиле са противљењем Муслиманске браће, Ал-Азхара и разних других ентитета.
Такође, сакаћење женских гениталија и даље укључује велики број жена, а истраживачи процењују да је 50 до 60% египатских жена, углавном из нижих класа, обрезано.
Туниски закон о личном статусу, који је донео председник Бургиба 1956. године и који је током година ојачан, донео је неколико важних реформи (право на усвајање, право на абортус и приступ девојчица образовању), учинио је земљу пиониром у унапређењу права жена у арапским земљама. Устав Туниса из 2014. године је посебно повољан за жене. Међутим, политичка заступљеност жена остаје веома ниска (12% у 2003. години) и земља је рангирана само на 117. месту у Извештају о родном јазу из 2017. године.
У Мароку је први породични законик, донет након стицања независности, успоставио повратак исламском праву, а правне реформе о правима жена су спроведене тек 2005. године и наишле су на отпор улеме и конзервативних судова.
У Алжиру је први Породични законик усвојен 1984. године и санкционисао је полигамију и развод супружника. Реформе усмерене на већа права жена уследиле су након грађанског рата, између 2005. и 2015. године, а односиле су се на Породични законик, Законик о држављанству, политичко учешће жена и насиље над женама.
Земље Залива (Бахреин, Кувајт, Ирак, Оман, Катар, Саудијска Арабија, Уједињени Арапски Емирати) су последњих година предузеле значајне кораке за промоцију родне равноправности: све су ратификовале УН CEDAW, мада са извесним резервама. Предузели су важне кораке у побољшању стопе писмености жена: Бахреин је 2009. године постигао стопу писмености од 100% за жене између 15 и 24 године, Кувајт је постигао 99%, Оман и Катар 98%, а Саудијска Арабија и Уједињени Арапски Емирати 97%. Учешће жена у радној снази је знатно повећано, као и њихово политичко учешће и заступљеност.
У Емиратима, реформе Закона о личном статусу унапредиле су права жена у случајевима развода, старатељства над децом и финансијске независности. Међутим, дискриминације остају. Закони и даље дају мушким старатељима ауторитет над женама и постоје краће казне за мушкарце који убију женског рођака него за жене које убију мушке рођаке.
У Саудијској Арабији, недавне реформе система старатељства, које су некада захтевале од жена да траже мушку дозволу за разне активности, су ублажене, а закони су измењени како би се осигурали праведнији поступци развода и старатељства над децом.
Међутим, Закон о слободним сексу уведен 2022. године утврдио је законску потребу жена за дозволом мушког старатеља за склапање брака или развода, као и обавезу удатих жена да поштују свог мужа „на разуман начин“. Са позитивне стране, закон јесте поставио минималну старост за ступање у брак на 18 година.
Земље Залива су такође одобриле политичко учешће, укључујући и доношење одлука на високом нивоу. Данас постоје жене министри у Бахреину, Оману, Катару, Кувајту и Уједињеним Арапским Емиратима.

## Жене у савременом арапском свету

### Политика
Прва арапска жена на челу државе је Наџла Буден, која је демократски изабрана за премијерку Туниса 2021. године. Штавише, многе арапске жене, иако саме нису биле шефови држава, истицале су важност жена у јавној сфери, попут супруге Анвара ел Садата у Египту и Василе Бургибе, супруге Хабиба Бургибе у Тунису, које су снажно утицале на своје мужеве у решавању државних питања. Арапске земље дозвољавају женама да гласају на националним изборима. У том смислу, прва посланица у арапском свету била је Равја Атеја, која је изабрана у Египту 1957. године. Неке земље су женама дале право гласа у својим уставима након стицања независности, док су неке прошириле право гласа на жене каснијим уставним амандманима.
Арапске жене су недовољно заступљене у парламентима арапских држава, иако добијају равноправнију заступљеност како арапске државе либерализују своје политичке системе. Интерпарламентарна унија је 2005. године саопштила да су 6,5% посланика у земљама арапског говорног подручја жене, у односу на 3,5% у 2000. години. Заступљеност жена у арапским парламентима варира. У Тунису је скоро 23% чланова парламента било жена. Међутим, у Египту је то било само 4%. Алжир има највећу женску заступљеност у парламенту арапских држава, са 32 процента.
Године 2006, у Уједињеним Арапским Емиратима, жене су први пут у историји земље кандидовале на изборима. Иако је само једна кандидаткиња, из Абу Дабија, директно изабрана, влада је именовала још осам жена у савезно законодавно тело од 40 места, што женама даје 22,5% места, што је далеко више од светског просека од 17,0%.
На Арапском самиту у Тунису, одржаном 10. маја 2004. године, арапски лидери су, по први пут, разговарали о питању унапређења арапских жена као суштинског елемента политичког и економског развоја света који говори арапски језик.
Штавише, арапске прве даме су позвале на веће оснаживање жена у арапском свету како би жене могле бити у приближно равноправном положају са мушкарцима.
Улога жена у политици у арапским друштвима је у великој мери одређена вољом руководстава ових земаља да подрже женску заступљеност и културним ставовима према учешћу жена у јавном животу. Жене као шефице државе или шефице извршне власти нису ни дозвољене ни забрањене у Курану и Сунету. Уместо тога, ова намерна тишина значи да ислам даје муслиманској заједници потпуну слободу и усмерење да доноси одлуке. Др Рола Дашти, кандидаткиња на парламентарним изборима у Кувајту 2006. године, тврдила је да је „негативан културни и медијски став према женама у политици“ један од главних разлога зашто ниједна жена није изабрана. Такође је указала на „идеолошке разлике“, при чему се конзервативци и екстремни исламисти противе учешћу жена у политичком животу и обесхрабрују жене да гласају за жену. Такође је навела злонамерне трачеве, нападе на транспаренте и публикације кандидаткиња, недостатак обуке и корупцију као препреке за избор жена посланица. Насупрот томе, једна од посланица Уједињених Арапских Емирата, Наџла ел Авади, тврдила је да је „напредак жена национално питање и да имамо руководство које то разуме и жели да оне имају своја права“.
Либан је 2019. године изабрао своју прву жену за министарку унутрашњих послова.

### Лоша заступљеност и решења
У Јордану, принцеза Басма бинт Талал је 1992. године иницирала оснивање Јорданске националне комисије за жене. Комисија, као највиша институција за креирање политике у Јордану, бавила се политичким, законодавним, економским, социјалним, образовним и здравственим правима и питањима жена.
У Либану, Конвенција о елиминацији свих облика дискриминације жена тежи да елиминише законе, традиције и обичаје који имају за циљ или на други начин доводе до дискриминације засноване на полу.
Партнерство за учење жена у Мароку предложило је национални план за интеграцију жена у економски развој земље — Национални план акције за интеграцију жена у развој.
У Саудијској Арабији, Добротворно друштво за жене „Нахда“ тежи оснаживању жена у оквиру исламског права.
Жена у арапским земљама има најниже учешће у политици на свету, а ако добије шансу за високу позицију, мека питања попут социјалних питања и женских питања су углавном њени једини избори. То је углавном због инхерентних друштвених патријархалних атрибута и стереотипа о женама у овом региону. Ово одсуство у политици ствара многе проблеме, као што је губитак родних права, и могло би повећати друштвене неједнакости и тиме ослабити квалитет живота, што се огледа у неколико фактора као што су лоше здравље, образовање, економија и животна средина. Штавише, овај недостатак свести омета ефикасно учешће жена у политици, јер ограничава способност жена да се залажу за своје интересе и делују као друштвено-политички актери. Неке студије су потврдиле значај и трансформативну улогу коју женске квоте пружају женама у арапским земљама. Ипак, рад на промени стереотипне слике о арапским женама путем званичних и друштвених медија једно је од предложених решења за постизање позитивног повећања политичке заступљености жена у свету арапског говорног подручја.

### Активно и пасивно право гласа за жене
Жене су стекле право гласа на универзалној и једнакој основи у више арапских земаља током 20. и 21. века. Прво су то право добиле у Либану 1952. године, у Сирији су могле да гласају од 1949, док су ограничења укинута 1953. године. У Египту је право гласа женама признато 1956, у Тунису 1959, а у Мауританији 1961. године. Алжир је то право увео 1962, Мароко 1963, Либија и Судан 1964, а Јемен 1967. године, с тим што је пуно право остварено 1970. године. У Бахреину је женама омогућено гласање 1973, у Јордану 1974, док је у Ираку пуно право гласа женама признато 1980. године. Кувајт је увео женско бирачко право 1985, али је оно касније укинуто и поново враћено 2005. године. У Оману је то право признато 1994. године, а у Саудијској Арабији тек 2015. године.

### Економска улога
Према извештају Унеска, 34-57% дипломираних студената МИНТ области у арапским земљама су жене. Од 2022. године, просечна стопа учешћа жена у радној снази у арапским државама била је приближно 19%, са значајним варијацијама између земаља: 60% у Катару, 25% у Уједињеним Арапским Емиратима и само 11% у Ираку. Упркос побољшањима у образовању жена, њихови резултати запошљавања остају ограничени у већем делу региона.
Недавне студије су показале да економске структуре, као што су недостатак формалних могућности за запошљавање, слаб приватни сектор и лоше политике мајчинства и бриге о деци, више утичу на ограничавање учешћа жена него културне или верске норме.
У земљама попут Јордана и Туниса, жене су високо образоване, али се и даље суочавају са високом незапосленошћу због нефлексибилних тржишта рада и родно детерминисаних економских политика, што је много више него на универзитетима у Сједињеним Америчким Државама или Европи.
Све већи број фирми у власништву жена почео је да запошљава жене на руководећим позицијама. У ствари, у Јордану, Палестини, Саудијској Арабији и Египту, фирме којима управљају жене повећавају број радника бржим темпом него оне којима управљају мушкарци.
У неким богатијим арапским земљама, попут УАЕ, број власница предузећа брзо расте и доприноси економском развоју земље. Многе од ових жена раде у породичним предузећима и подстичу се да уче и раде. Процењује се да арапске жене располажу 40 милијарди долара личног богатства, а катарске породице су међу најбогатијима на свету.
Међутим, 13 од 15 земаља са најнижом стопом учешћа жена у радној снази налазе се на Блиском истоку и у Северној Африци. Јемен има најнижу стопу запослених жена од свих, а следе га Сирија, Јордан, Иран, Мароко, Саудијска Арабија, Алжир, Либан, Египат, Оман, Тунис, Мауританија и Турска. Незапосленост међу женама на Блиском истоку је двоструко већа него међу мушкарцима, што указује на ниске плате, недостатак вештина и веровање међу некима да је место жене у кући.
Неједнакост полова остаје главна брига у региону, који има најниже економско учешће жена у свету (27% жена у региону учествује у радној снази, у поређењу са глобалним просеком од 56%).
У Саудијској Арабији жене постижу боље резултате од мушкараца у науци и математици. У Ирану, истраживања показују да су девојчице „стигле дечаке, преокренувши разлику у резултатима, између 1999. и 2007. године, како у математици, тако и у науци“. А Јордан је увек био врхунски у образовању, где девојчице деценијама постижу боље резултате од дечака, али жене и даље не добијају посао.
Постоје три разлога која спречавају жене да се укључе у радну снагу. Прво, социо-економско окружење обесхрабрује жене да раде упркос томе што их подстиче да се образују, посебно у нафтом богатим земљама Залива. Нафта и приходи повезани са нафтом одржавају патријархалне породичне структуре јер је сама држава „патријарх“ својих грађана, запошљава их и обезбеђује им лак приход. То значи да грађани не морају да траже начине да зараде новац ван државног покровитељства и могу само да ојачају већ постојеће конзервативне родне улоге где жене остају код куће. Нафта и приходи од нафте такође структурирају економију даље од сектора у којима интензивно учествују жене. Друго, патријархални системи државних институција често значе слаб, зависан приватни сектор који не жели или не може себи да приушти да преузме трошкове репродуктивних улога жена. Ово озбиљно омета практично и логистичко учешће жена у радној снази. Треће, негостољубиво пословно окружење у приватном сектору обесхрабрује жене да раде. Ниједна арапска земља нема законску квоту за проценат жена које мора укључити у управне одборе компанија. Само Мароко и Џибути имају законе против родне дискриминације при запошљавању и о једнакој накнади за једнак рад. Алжир је такође пресудио у корист једнаке плате за једнак рад.
Жене би могле допринети економији земље, јер запослење жена може значајно побољшати приход домаћинства, чак за 25 процената, и извести многе породице из сиромаштва. Повећани приход домаћинстава неће само позитивно утицати на економије Блиског истока и Северне Африке на микро нивоу, већ ће ојачати економије и на макро нивоу.

### Образовање
Приступ образовању за жене у арапским земљама значајно се повећао последњих деценија. Истраживања показују да је економски развој, више него култура или религија, најјачи предиктор образовања жена у овим регионима. Жене у нафтом богатим земљама Залива направиле су неке од највећих образовних скокова у последњим деценијама. У поређењу са женама у Саудијској Арабији богатој нафтом, младе муслиманке у Малију су показале знатно мање година школовања.
У арапским земљама, прве модерне школе отворене су у Египту (1829), Либану (1835) и Ираку (1898).
Образовање жена се брзо повећало након еманципације од стране доминације око 1977. године. Пре тога, стопа неписмености је остала висока међу арапским женама. Разлика између броја уписаних жена и мушкараца варира широм арапског света. Земље попут Бахреина, Јордана, Кувајта, Либије, Либана, Катара и Уједињених Арапских Емирата постигле су готово једнаке стопе уписа између девојчица и дечака. Проценат жена у школовању био је само 10% на северу Јемена још 1975. године. У годишњем извештају УНЕСКО-а за 2012. годину предвиђено је да Јемен неће постићи родну равноправност у образовању пре 2025. године. У Катару је прва школа изграђена 1956. године након фетве која каже да Куран не забрањује образовање жена.
Током периода од 1960. до 1975. године, однос уписа девојчица у основне школе порастао је са 27,9 на 46, а за средње школе са 10 на 24,2.
Што се тиче факултетског образовања, у Тунису је број уписаних скочио са 1.020 људи 1965. године на 6.070 у 1977. години. У Ираку, са 7.625 у 1965. на 28.267 у 1975. години, у Либану са 3.685 у 1965. на 11.000 у 1971. години, у Алжиру са 1.642 у 1965. на 12.171 у 1975. години, и у Мароку са 1.089 у 1965. на 8.440 у 1975.
Ниво образовања је драстично порастао у многим арапским земљама, али у овом случају строго говорећи о Египту. Врста квалитета стеченог образовања је посебно питање, јер и даље постоји јаз у повезивању наставног плана и програма и вештина специфичних за каријеру. Не само то, већ приступ квалитетнијем образовању може бити ограничен друштвеном класом и богатством. Квалитет образовања одређује врста доступних страних језика, дубина проучаваних тема и квалификације наставника и професора. То доводи до великих разлика између друштвених класа и родне равноправности у погледу образовања.

### Путовања
Путна ограничења за жене значајно се разликују у различитим арапским земљама. Од 2019. године, Саудијска Арабија је укинула захтев да жене добију дозволу од мушког старатеља за путовање у иностранство. Насупрот томе, у земљама попут Јемена, женама је и даље потребно мушко одобрење за пасоше или путовање са децом. Упркос реформама, безбедносне забринутости и друштвене норме и даље утичу на мобилност жена у неким регионима.
Жене имају право да возе у свим арапским земљама, а Саудијска Арабија је укинула забрану 24. јуна 2018. године. У Јордану су ограничења путовања за жене укинута 2003. године. „Јордански закон даје грађанима право да слободно путују унутар земље и у иностранство, осим у одређеним војним подручјима. За разлику од претходног јорданског закона (бр. 2 из 1969), тренутни Привремени закон о пасошима (бр. 5 из 2003) не захтева од жена да траже дозволу од својих мушких старатеља или мужева како би обновиле или добиле пасош.“ У Јемену, жене морају добити одобрење од мужа или оца да би добиле излазну визу за напуштање земље, а жена не сме да поведе своју децу са собом без дозволе њиховог оца, без обзира на то да ли отац има старатељство или не. Могућност жена да путују или се слободно крећу унутар Саудијске Арабије је строго ограничена. Међутим, 2008. године ступио је на снагу нови закон који захтева од мушкараца који се ожене женама које нису саудијске држављанки да дозволе својој жени и деци коју она роди да слободно путују у и из Саудијске Арабије. У Саудијској Арабији жене морају путовати уз дозволу старатеља и не смеју разговарати са непознатим мушкарцима, чак и ако су им животи у опасности.
У прошлости, женама у исламској култури је било строго забрањено да путују без мушке пратње. Данас је, донекле, то дозвољено и нема примедби на то да жена путује сама разним безбедним рутама и превозним средствима преко њихових места као што су аеродроми, луке и безбедни превози. Забрана се укида све док је безбедност жене обезбеђена током путовања.

### Традиционална одећа
Придржавање традиционалне одеће варира у арапским друштвима. Саудијска Арабија је традиционалнија, док су земље попут Египта и Либана мање традиционалне. Само у Саудијској Арабији жене су по закону обавезне да носе абаје, а ово спроводи верска полиција. Неки тврде да ово ограничава њихово економско учешће и друге активности. У већини земаља, попут Бахреина, Кувајта, Либана, Либије, Омана, Јордана, Сирије и Египта, вео није обавезан. Вео, хиџаб на арапском, значи све што скрива.
У Тунису је секуларна влада забранила употребу вела у знак противљења верском екстремизму. Бивши председник Зин ел Абидин ибн Али назвао је вео секташким и страним и нагласио је важност традиционалне туниске одеће као симбола националног идентитета. Исламски феминизам се супротставља обема врстама споља наметнутих правила облачења.
Религијски ставови се разликују око тога шта се сматра правим хиџабом. Ово објашњава разлике у исламској одећи у зависности од географског положаја.
У многим арапским земљама, придржавање традиционалне одеће варира у зависности од локалних обичаја, нивоа конзервативизма и генерацијских разлика. Док неке жене сматрају хиџаб и абају изразима вере или идентитета, друге их виде као ограничавајуће. Дебате о женској одећи често одражавају шире разговоре о личној слободи, верском изражавању и правима жена. Ови различити ставови обликовани су културним, политичким и генерацијским факторима и нису јединствени широм региона. Међутим, секуларне старије жене се не осећају пријатно због овог ширења, сматрајући га симболичним повлачењем од ранијих приступа. Неке секуларне феминисткиње омаловажавају жене које бирају да прихвате конзервативну исламску одећу, али овај став је сличан оријенталистичким представама и интернализованим „клишеизираним ставовима“ о муслиманкама. Овакав став ускраћивања другима слободе избора показује недостатак толеранције према сложеним потребама жена и њиховим верским, идеолошким и генерацијским изборима.

### Спајање муслиманског и арапског идентитета
„Арапин“ и „муслиман“ се често користе наизменично. Спајање ова два идентитета игнорише различита верска уверења арапског народа и такође превиђа муслимане који нису Арапи. То „такође брише историјске и огромне етничке заједнице које нису ни Арапи ни муслимани, али које живе усред и комуницирају са већином Арапа или муслимана“. Ова генерализација „омогућава конструисање Арапа и муслимана као заосталих, варварских, мизогиних, сексуално дивљих и сексуално репресивних“. Ова врста стереотипа доводи до оријентализације арапских жена и приказује их као крхке, сексуално угњетаване појединце који не могу да се залажу за своја уверења. Такође је значајно да су безбројне женске фигуре превазишле угњетавање и показале се доминантним у својој области, укључујући Заху Хадид, Хајат Синди и Лубну Сулиман Олајан.

### Права арапских жена и законска ограничења
Тунис је једина земља са муслиманском већином у којој се говори арапски језик, која женама даје једнака права као и мушкарцима, забрањујући полигамију, дозвољавајући муслиманкама да се удају за немуслимане и дајући им једнако наслеђивање као и мушкарцима.
Египат је једна од водећих земаља са активним феминистичким покретима, а борба за женска права повезује се са социјалном правдом и секуларним национализмом. Египатски феминизам је започео са неформалним мрежама активизма након што женама нису додељена иста права као њиховим мушким друговима 1922. године. Покрети су на крају довели до тога да су жене добиле право гласа 1956. године.
Иако либански закони не дају Либанкама пуна права, Либан има веома велики феминистички покрет. Невладине организације попут Кафе и Абада испуниле су ову феминистичку обавезу и неколико пута су покушале да донесу адекватне законе који дају либанским женама њихова права. Највише се помиње право на држављанство путем брака и порекла: жена у Либану није овлашћена да пренесе своје држављанство на супружника нити на децу. Ова десница изазива велику пажњу у либанском друштву, али није широко прихваћена.
Феминисткиње у Саудијској Арабији могу завршити у затвору или се суочити са смртном казном због свог активизма. Неки од њихових захтева су одобрени, као што је онај да се не захтева мушки старатељ за приступ владиним услугама. Женама је и даље потребно одобрење мушког старатеља за путовање и удају.
У Либији, прилично конзервативној арапској земљи, професорка Хадиџа Бсекри основала је 2011. године организацију Женске амазонке Либије. Организација је покренула неке кампање, као што су оне за сузбијање насиља над женама, побољшање статуса склоништа за мигранте и јачање капацитета активиста и медијских стручњака. Његово име одражава митске праисторијске либијске Амазонке.
Арапски свет се одликује превлашћу закона изведених из религије, посебно у породичном праву. Иако исламски закони гарантују женама право на имовину, оне наслеђују мање од мушкараца. Муслиманско породично право појачава разлику између јавне и приватне сфере породице, посебно кроз мушко старатељство над супружницима.
Да би се наставило оснаживање жена у свету арапског говорног подручја, младим арапским женама су потребни узори. Често се ови узори могу пронаћи путем друштвених медија. Хајла Газал је сиријско-емиратска влогерка која користи комичан садржај у стилу скечева како би истражила ове теме.
Неки атеисти, заговорници женских права, попут египатског активисте Шерифа Габера, тврде да је већина непријатељских ставова према женама у муслиманској мушкој култури, попут претерано сексуалног/чисто девичанског погледа на жене и непријатељских поступака попут брака са девојчицама пред тинејџерским годинама, физичког напада од стране мушких рођака, силовања у браку, неверства полигамијом, сексуалног узнемиравања или напада и присилне послушности валији, последица ислама као религије, буквално у складу са његовим духом доминације мушкараца. Ово је очигледно у земљама са муслиманском већином. Он упоређује да су жене на Западу више заштићене од насиља, укључујући сексуално насиље, него у арапским земљама. Ово гледиште није популарно у арапском свету, јер муслимани верују у исламски шеријатски закон као реч свог Бога око које се не може преговарати, без обзира на моралну дилему исламске религије и физички или психолошки утицај на жене и децу.